# سيموني سانا
سيموني سانا (بالإيطالية: Simone Sanna)‏ هو متسابق دراجات نارية إيطالي. نافس في سباقات بطولة العالم لفئة 125 سي سي. كما شارك في بطولة العالم للسوبرسبورت.

## روابط خارجية
- سيموني سانا على موقع MotoGP.com (الإنجليزية)
- سيموني سانا على موقع WorldSBK.com (الإنجليزية)
- سيموني سانا على موقع CONI honoured athlete website (الإيطالية)